# Telefon zaufania dla dzieci i młodzieży
Telefon zaufania dla dzieci i młodzieży 116 111 – ogólnopolski, bezpłatny i anonimowy telefon zaufania przeznaczony dla dzieci i młodzieży, czynny 7 dni w tygodniu przez całą dobę. Dostępny jest pod zharmonizowanym w Europie numerem 116111, połączenie nie jest widoczne na rachunkach ani na billingach większości sieci. Numer ma docelowo działać we wszystkich krajach Unii Europejskiej.

## Historia
W 2006 roku Komisja Europejska wyszła z inicjatywą stworzenia grupy telefonów o walorze społecznym obowiązujących na terenie całej Unii Europejskiej. Inicjatywa została formalnie sformułowana i zatwierdzona 15 lutego 2007. Do 1 maja 2013 roku numer został przydzielony w 23 państwach UE, a działa w 21.

## Funkcjonowanie numeru w Polsce
Inicjatywa Komisji Europejskiej została przeprowadzona na terenie Polski przez Ministerstwo Spraw Wewnętrznych i Administracji oraz Prezesa Urzędu Komunikacji Elektronicznej. Telefon został uruchomiony 6 listopada 2008 jako piąty w Unii. Projekt prowadzony jest przez Fundację Dajemy Dzieciom Siłę (dawniej Fundację Dzieci Niczyje). Początkowo telefon działał 5 dni w tygodniu, ale ze względu na duże zainteresowanie, oferta telefonu 116 111 jest rozwijana. Codziennie obsługiwanych jest 6 jednocześnie działających linii, którym towarzyszy strona internetowa o adresie www.116111.pl umożliwiająca przesłanie anonimowych wiadomości online przez całą dobę.
W ciągu pierwszych 10 lat działalności konsultanci linii odbyli ponad 1 160 000 rozmów i odpowiedzieli na ponad 55 000 wiadomości od młodych ludzi oczekujących wsparcia, opieki i ochrony. Funkcjonowanie telefonu wspierają Orange Polska, Fundacja Benefit Systems, Kulczyk Foundation i Fundacja Ludzki Gest Jakub Błaszczykowski, Fundacja Drzewo i Jutro, Szymon Hołownia, a także darczyńcy indywidualni i biznesowi.